# Schizoculina fissipara
Schizoculina fissipara là một loài san hô trong họ Oculinidae. Loài này được Milne Edwards and Haime mô tả khoa học năm 1850.